# Эрегли (Зонгулдак)
Эрегли (тур. Karadeniz Ereğli) — промышленный город-порт на турецком побережье Чёрного моря. Центр каменноугольного бассейна, где расположен крупнейший металлургический завод компании Erdemir. Возник в античности как Гераклея (Ираклия).

## История
Гераклея Понтийская (Ηρακλεια Ποντικη) была основана в 559 году до н. э. греками из города Мегара, который находится 60 км западнее Афин. Несколько раннее мегарцы основали на Босфоре город Византий, которому в будущем было суждено стать Константинополем — столицей Византийской империи. Впоследствии греки из Гераклеи Понтийской в свою очередь основали несколько городов на Эвксинском Понте, включая Херсонес Таврический.
После событий 1071 года Гераклея осталась одним их немногих византийских городов Малой Азии, которые не сдались туркам-сельджукам. При этом дороги между Гераклеей и Константинополем оказались в руках бандитов-тюрков, и связь со столицей местные греки поддерживали исключительно по морю вплоть до начала византийского контрнаступления в конце 1090-х годов. 
В эпоху франкократии город стал яблоком раздора между двумя осколками Византии — Никейским царством и Трапезундским царством. Возле Гераклеи никеец Феодор Ласкарис разбил трапезундское войско молодого Давида Комнина, благодаря чему Гераклея в 1211 г. вошла в состав Никейского царства. После восстановления византийской государственности (1261) Гераклея оставалась пограничным городом  вплоть до  захвата Константинополя турками. Планомерное тюркское наступление привело к тому, что после 1269 года дорога из Константополя в Гераклею вновь стала опасной для пеших христиан. К 1280 году окрестности Гераклии наводнили полчища кочевых турок. Греческое население было вынуждено укрываться в стенах самого города, связь с Константинополем сохранялась только по морю. Многие жители, в том числе и будущий учёный Никифор Григора, покинули его, перебравшись в Константинополь.
Гераклея была одним из последних владений Византийской империи в Азии. Известно, что хорошо укреплённый город продолжал оказывать сопротивление туркам даже после падения Пруссы (1326), Никеи (1331) и Никомедии (1337). В 1354 году Иоанн V Палеолог, отчаянно искавший спасения на Западе, принял католичество и начал раздавать последние греческие территории империи итальянцам в обмен на их обещание военно-морской помощи против турок. Лесбос был передан генуэзцам, а Гераклею в качестве утешительного приза получили венецианцы. Но небольшой венецианский гарнизон сопротивлялся недолго. Турки-османы покорили Гераклею в 1360 году.

## Известные уроженцы
- Гераклид Понтийский (III век до н. э.) — греческий философ и историк, ученик Платона.
- Никифор Григора (1295—1360) — византийский греческий историк и астроном.